# Sportel

Sportelforderung wegen unerlaubter religiöser Zusammenkünfte von Baptisten (Oldenburg in Oldbg. 1837)

Die Sportel (Plural Sporteln; von lateinisch sportula, Geschenk, eigentlich Körbchen) war ursprünglich das Entgelt, das Untertanen für gerichtliche Handlungen oder sonstige Amtshandlungen zu entrichten hatten. Sie wurden lange Zeit ganz oder teilweise den die Staatstätigkeiten ausführenden Beamten überlassen. Sporteln waren Teil der Emolumente und können insofern als ältester Geldbestandteil der Besoldung angesehen werden.
Dieses Besoldungswesen unterstand dem Prinzip, dass das Amt und damit die Einwohner des Gebietes den Beamten zu unterhalten hatten.
Manchenorts in der Schweiz ist das Gerichts- und Betreibungswesen Personen übertragen, welche nicht als Lohnempfänger angestellt sind, sondern mit Sporteln bezahlt werden. Ein Beispiel sind die Mitglieder der Eidgenössischen Schätzungskommissionen.  Eine Konkursbetreibung hierfür ist ausgeschlossen.

## Belege
1. ↑  August Engelien: Grammatik der neuhochdeutschen Sprache, Berlin 1867, S. 346. Online
2. ↑  BGE 144 II 167 Rz. 2.
3. ↑  Art. 43 Ziff. 1 SchKG